# Взаємодія ліків
Взаємодія ліків — це зміна активності або поява побічних ефектів препарату, що виникають при одночасному прийомі з їжею, напоєм, добавкою чи іншим препаратом. Існує багато причин взаємодії ліків. Наприклад, один препарат може змінити фармакокінетику іншого. У інших випадках, може виникати конкуренція за один рецептор або сигнальний шлях.
Ризик появи взаємодії препарат-препарат збільшується із кількістю вживаних ліків. Більше третини (36 %) людей похилого віку в США регулярно вживають п'ять і більше ліків або препаратів, а 15 % мають значущий ризи зіткнутися зі взаємодією ліків.

## Фармакодинамічні взаємодії
Якщо два препарати застосовуються разом, їх дія може бути адитивною (очікуваний результат складання ефектів окремих препаратів), синергичною (комбінування препаратів призводить до більшого ефекту, ніж очується при складанні їх окремих ефектів) або антагоністичною (поєднання препаратів призводять до меншого ефекту якогось з них, ніж це очікувалося). Іноді виникає плутанина щодо того, синергетичною чи адитивною буде взаємодія, оскільки індивідуальний ефект кожного препарату може відрізнятися від пацієнта до пацієнта. Синергична взаємодія може бути корисною для пацієнтів, але може також збільшити ризик передозування.
І синергія, і антагонізм можуть виникати під час різних фаз взаємодії лікарського засобу з організмом. Наприклад, коли синергія відбувається на рівні клітинного рецептора, це називається агонізмом, а речовини, що беруть участь, називаються агоністами. З іншого боку, у випадку антагонізму речовини, що беруть участь у взаємодії, відомі як зворотні агоністи. Різні реакції рецептора на дію лікарського засобу призвели до низки класифікацій, таких як "частковий агоніст", "конкурентний агоніст" тощо. Ці концепції мають фундаментальне застосування у фармакодинаміці цих взаємодій. Розростання існуючих класифікацій на цьому рівні разом з тим, що точні механізми реакції багатьох лікарських засобів недостатньо зрозумілі, означає, що запропонувати чітку класифікацію цих понять майже неможливо. Імовірно, що багато авторів неправильно застосували певну класифікацію.
Також можливі прямі взаємодії між лікарськими засобами, що можуть виникнути, коли два препарати змішуються перед внутрішньовенною ін’єкцією. Наприклад, змішування тіопенталу з суксаметонієм в тому ж шприці може призвести до зсідання тіопенталу.
Зміна реакції організму на прийом лікарського препарату є важливим фактором фармакодинамічних взаємодій. Ці зміни надзвичайно важко класифікувати, враховуючи велику різноманітність їх способів, а також те, що багато ліків можуть спричинити такі зміни через низку різних впливів. Це широке різноманіття також означає, що у всіх, окрім найбільш очевидних випадків, важливо дослідити та зрозуміти ці механізми. Існує обґрунтоване припущення, що існує більше невідомих взаємодій, ніж відомих.
Фармакодинамічні взаємодії можуть відбуватися у:
1. Рецепторах:[8] Взаємодії з рецепторами найбільш легко визначаються, але вони також є найбільш поширеними. З фармакодинамічної точки зору два препарати можуть вважатися: 
  1. Гомодинамічними, якщо вони діють на один рецептор. Вони, у свою чергу, можуть бути: 
    1. Чисті агоністи, якщо вони зв’язуються з основним локусом рецептора, маючи дію аналогічну основному препарату.
    2. Часткові агоністи, якщо вони зв'язуються з одним із вторинних сайтів рецептора і мають такий же ефект, що і основний препарат, але з меншою інтенсивністю.
    3. Антагоністи, якщо вони зв'язуються безпосередньо з основним локусом рецептора, але їх дія протилежна дії основного препарату. До них належать: 
      1. Конкурентні антагоністи, якщо вони конкурують з основним препаратом, який зв’язується з рецептором. Кількість антагоніста або основного препарату, що зв'язується з рецептором, буде залежати від концентрації кожного з них у плазмі.
      2. Неконкурентні антагоністи, коли антагоніст незворотно зв’язується з рецептором і не вивільняється, поки рецептор не насичується. В принципі кількість антагоніста і агоніста, що зв'язується з рецептором, буде залежати від їх концентрації. Однак присутність антагоніста призведе до вивільнення основного препарату з рецептора незалежно від концентрації основного препарату, тому всі рецептори з часом стануть зайняті антагоністом.

  2. Гетеродинамічними конкуренти, якщо вони діють на різні рецептори.
2. Механізмах трансдукції сигналу: це молекулярні процеси, які починаються після взаємодії препарату з рецептором. Наприклад, відомо, що гіпоглікемія (низький рівень глюкози в крові) в організмі спричиняє вивільнення катехоламінів, які запускають механізми компенсації, тим самим підвищуючи рівень глюкози в крові. Вивільнення катехоламінів також викликає низку симптомів, що дозволяє організму розпізнати, що відбувається, і які діють як стимулятор профілактичної дії (вживання в їжу цукрів). Якщо пацієнт приймає такий препарат, як інсулін, який знижує глікемію, а також приймає інший препарат, наприклад певні бета-блокатори при захворюваннях серця, то бета-блокатори будуть блокувати адреналінові рецептори. Це заблокує реакцію, опосередковану катехоламінами, у випадку гіпоглікемії. Тому в організмі не спрацюють коригуючі механізми, і внаслідок прийому обох препаратів одночасно, виникне підвищений ризик серйозної побічної реакції.
3. Антагонічних фізіологічних системах:  Уявіть собі препарат А, який діє на певний орган. Його ефект посилюється зі збільшенням концентрації фізіологічної речовини S в організмі. Тепер уявіть собі препарат B, який діє на інший орган, і який збільшує кількість речовини S. Якщо обидва препарати приймаються одночасно, ймовірно, що препарат A може викликати побічний ефект, оскільки його дія буде опосередковано посилена дією препарату В. Фактичний приклад такої взаємодії знайдений при одночасному застосуванні дигоксину та фуросеміду. Перший діє на серцеві волокна, і його вплив посилюється, якщо в плазмі крові низький рівень калію (К+). Фуросемід - сечогінний засіб, який знижує артеріальний тиск, але сприяє втраті K+. Прийом фуросеміду може призвести до гіпокаліємії (низького рівню калію в крові), що може посилити токсичність дигоксину.

## Фармакокінетичні взаємодії
Зміни ефекту лікарського засобу обумовлюється різницею в абсорбції, транспортуванні, розподілі, метаболізмі або екскреції одного або обох препаратів порівняно з очікуваною поведінкою кожного препарату при окремому застосуванні. Ці зміни в основному відбиваються на концентрації лікарських засобів. У цьому розумінні два препарати можуть бути гомоергічними, якщо вони мають однакову дію на організм, і гетероергічними, якщо їх вплив різний.

### Абсорбційні взаємодії

#### Зміни моторики
Деякі препарати, такі як прокінетичні засоби, збільшують швидкість, з якою речовина проходить через кишечник. Якщо препарат перебуває в зоні всмоктування травного тракту менше часу, його концентрація в крові знизиться. Навпаки буде з препаратами, що знижують моторику кишечника.
- pH: ліки можуть існувати в іонізованій або неіонізованій формі, залежно від їх рКа (pH, при якому препарат досягає рівноваги між його іонізованою та неіонізованою формою).[9] Неіонізовані форми лікарських засобів зазвичай легше засвоюються, оскільки вони не відштовхуться ліпідним шаром клітини, більшість з них може бути поглинена пасивною дифузією, якщо тільки вони не занадто великі за розміром або не занадто поляризовані (як глюкоза чи ванкоміцин). У цьому випадку вони можуть мати або не мати специфічних і неспецифічних транспортерів, розподілених по всій внутрішній поверхні кишечника, які переносять ліки всередині організму. Очевидно, що збільшення абсорбції лікарського засобу підвищить його біодоступність, тому зміна балансу препарату між іонізованими та неіонізованою формою, може бути корисною або ні для певних препаратів.

Деякі препарати потребують кислотного середовища шлунка для всмоктування. Іншим потрібен лужний рН кишечника. Будь-яка модифікація pH може змінити всмоктування. У випадку з антацидами підвищення рН може гальмувати всмоктування інших лікарських препаратів, таких як залцитабін (абсорбція може зменшитись на 25 %), типранавір (на 25 %) та ампренавір (до 35 %). Однак це відбувається рідше, ніж випадки, коли підвищення pH викликає збільшення абсорбції. Наприклад, коли циметидин приймають разом з диданозином. У цьому випадку, як правило, достатньо проміжку 2-4 години між прийомом двох препаратів, щоб уникнути їх взаємодії.
- Розчинність ліків: всмоктування деяких лікарських засобів може бути різко знижене, якщо їх приймати разом з їжею з високим вмістом жиру. Це стосується пероральних антикоагулянтів та авокадо.
- Утворення невсмоктуваних комплексів:
  - Хелатування: наявність дво- або тривалентних катіонів може спричинити хелатування певних препаратів, що ускладнює їх засвоєння. Така взаємодія часто виникає між такими препаратами, як тетрациклін або фторхінолони та молочні продукти (через наявність кальцію).
  - Зв'язування з білками. Деякі препарати, такі як сукральфат, зв'язуються з білками, особливо якщо вони мають високу біодоступність. З цієї причини його прийом протипоказаний при ентеральному годуванні.
  - Нарешті, ще одна взаємодія полягає в тому, що препарат утримується в просвіті кишечника, утворюючи великі комплекси, що перешкоджають його всмоктуванню. Це може статися з холестираміном, якщо він пов'язаний із сульфаметоксазолом, тироксином, варфарином або дигоксином.
- Дія на Р-глікопротеїн ентероцитів: це, мабуть, є одним із механізмів впливу грейпфрутового соку на підвищення біодоступності деяких лікарських засобів, незалежно від його відомої інгібіторної активності на печінковий метаболізм ліків.[11]

### Транспортно-розподільна взаємодія
Основним механізмом цієї взаємодії є конкуренція за транспортні білки плазми. У цих випадках препарат, який надходить першим, зв'язується з білком плазми, залишаючи інший препарат розчиненим у плазмі, що змінює його концентрацію. Організм має механізми протидії цим ситуаціям (наприклад, збільшенням плазматичного кліренсу), а це означає, що вони зазвичай не мають клінічного значення. Однак ці ситуації слід враховувати, якщо є інші пов'язані з цим проблеми, наприклад, коли уражений механізм екскреції.

### Метаболічні взаємодії

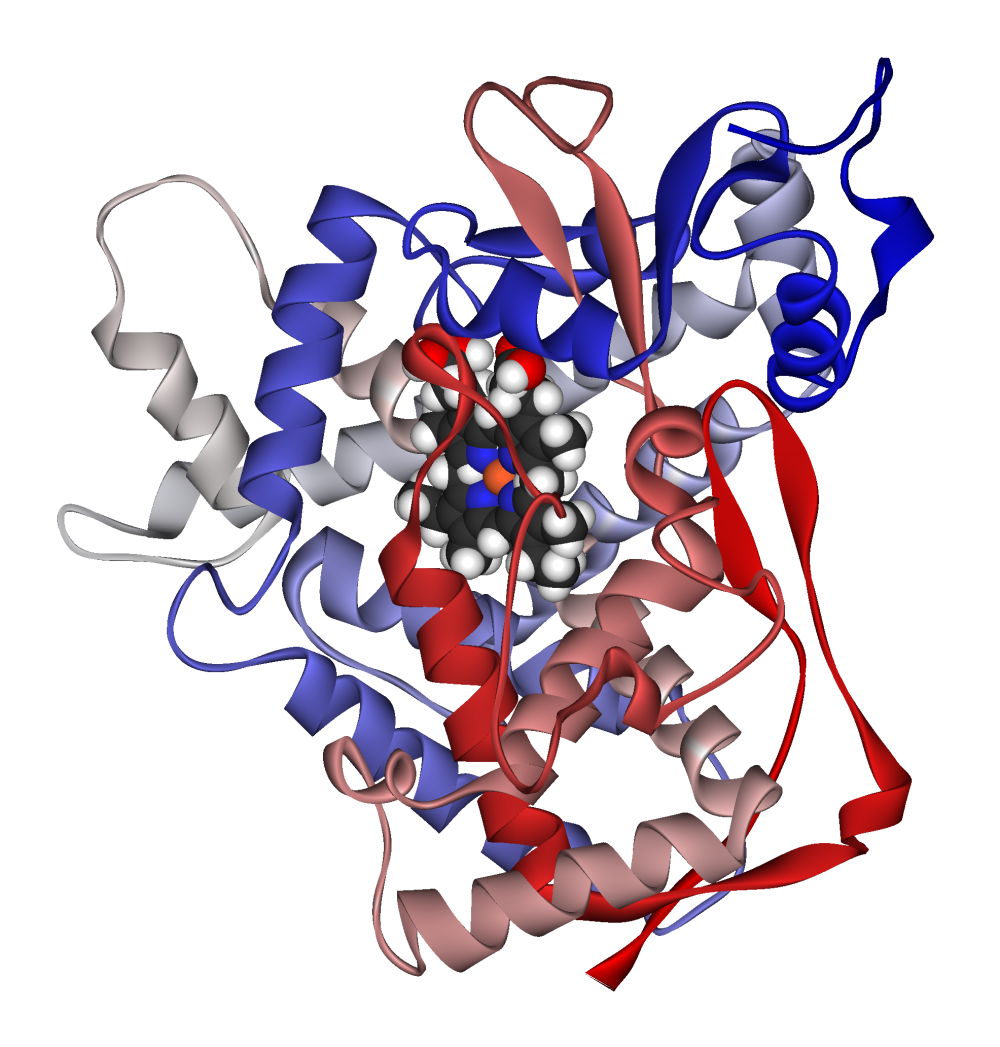
Схема цитохрому Р450 ізоензиму 2С9 з гемовою групою в центрі ферменту.

Багато з взаємодій ліків пояснюються змінами в обміні речовин. Крім того, ферменти, що метаболізують ліки, як правило, активуються за рахунок залучення ядерних рецепторів.  Значущою системою, яка бере участь у метаболічних взаємодіях ліків, є ферментна система, що включає цитохром Р450 оксидази.

#### CYP450
Цитохром Р450 - це дуже велике сімейство гемопротеїнів (гемопротеїнів), які характеризуються своєю ферментативною активністю та своєю роллю в метаболізмі великої кількості лікарських препаратів. З різних типів цього білка, найбільш цікавими щодо взаємодії ліків є 1, 2 та 3, а найважливішими ферментами є CYP1A2, CYP2C9, CYP2C19, CYP2D6, CYP2E1 та CYP3A4.  Більшість цих ферментів також беруть участь у метаболізмі ендогенних речовин, таких як стероїди або статеві гормони, що також важливо, якщо ці речовини беруть участь у метаболізмі препаратів. В результаті цих взаємодій функція ферментів може бути або посилена (індукція ферменту), або пригнічена (інгібування ферменту).

#### Інгібування ферментів
Якщо препарат А метаболізується ферментом цитохрому Р450, а препарат В пригнічує або знижує активність цього ферменту, то концентрація препарату А в плазмі довше буде високою, оскільки його інактивація уповільнюється. Гальмування ферменту призведе до посилення ефекту препарату. Це може викликати широкий спектр побічних реакцій.
Можлива поява парадоксальної ситуації, коли інгібування ферменту спричиняє зменшення ефекту препарату: якщо метаболізм препарату А призводить до появи продукту А2, який фактично і є його активною формою. Якщо метаболізм препарату А гальмується препаратом В, то концентрація А2, яка присутня в крові, зменшиться, як і його фармакологічний ефект.

#### Індукція ферментів
Якщо препарат А метаболізується ферментом цитохрому Р450, а препарат В індукує або підвищує активність цього ферменту, то концентрація препарату А в плазмі крові швидко знизиться, оскільки його інактивація відбуватиметься швидше. В результаті індукція ферменту спричинить зменшення ефекту препарату А.
Як і в попередньому випадку, може скластися парадоксальна ситуація, коли ефект препарату А зумовлений дією його активного метаболіту. У цьому випадку збільшення концентрації активного метаболіту А2 (за попереднім прикладом) призводить до посилення ефекту препарату.
Часто може траплятися, що пацієнт приймає 1) два індуктори, 2) індуктор та інгібітор або 3) два інгібітори, що значно ускладнює контроль за уникненням можливих побічних реакцій.
Приклади цього показані в таблиці щодо ферменту CYP1A2, який є найпоширенішим у печінці людини. Вказані субстрати (препарати, які метаболізуються цим ферментом) та модифікатори його активності:  
| Субстрати                                                             | Інгібітори                                         | Індуктори                                               |
| - Кофеїн - Теофілін - Фенацетин - Кломіпрамін - Клозапін - Тіоридазин | - Омепразол - Нікотин - Циметидин - Ципрофлоксацин | - Фенобарбітал - Флувоксамін - Венлафаксин - Тіклопідин |

Фермент CYP3A4 використовує як субстрат найбільшу кількість препаратів. Метаболізм і активність понад 100 препаратів залежить від його дії. Багато інших препаратів діють на цей фермент як його індуктори або інгібітори.
Деякі харчові речовини також діють як індуктори або інгібітори ферментативної активності. У наступній таблиці показано найпоширеніші: 
| Харч                                                     | Механізм                                        | Ліки-мішені |
| -------------------------------------------------------- | ----------------------------------------------- | --- |
| - Авокадо - Капустяні (брюсельська, броколі, білоголова) | Індукція ферменту                               | Аценокумарол, варфарин |
| Грейпфрутовий сік                                        | Інгібування ферменту                            | - Блокатори кальцієвих каналів: ніфедипін, фелодипін, німодипін, амлодипін - Циклоспорин, такролімус - Терфенадин, астемізол - Цизаприд, пімозид - Карбамазепін, саквінавір, мідазолам, алпразолам, тріазолам |
| Соя                                                      | Інгібування ферменту                            | Клозапін, галоперидол, оланзапін, кофеїн, НСПЗП, фенітоїн, зафірлукаст, варфарин |
| Часник                                                   | Збільшення антитромбоцитарної активності        | - Антикоагулянти - НСПЗП, ацетилсаліцилова кислота |
| Женьшень                                                 | Не визначено                                    | Варфарин, гепарин, ацетилсаліцилова кислота та НСПЗП |
| Гінкго білоба                                            | Сильний інгібітор фактору агрегації тромбоцитів | Варфарин, ацетилсаліцилова кислота та НСПЗП |
| Звіробій                                                 | Індукція ферменту CYP450                        | Варфарин, дігоксин, теофілін, циклоспорин, фенітоїн та антиретровірусні препарати |
| Ефедра                                                   | Агоніст рецепторів                              | Інгібітори МАО, стимулятори ЦНС, алкалоїди ерготаміну та ксантини |
| Перець п'янкий                                           | Невідомо                                        | Леводопа |
| Імбир                                                    | Інгібує тромбоксансинтазу (in vitro)            | Антикоагулянти |
| Ромашка                                                  | Невідомо                                        | Бензодіазепіни, барбітурати, опіоїди |
| Глід                                                     | Невідомо                                        | Бета-адренергічні антагоністи, цизаприд, дігоксин, хінідин |

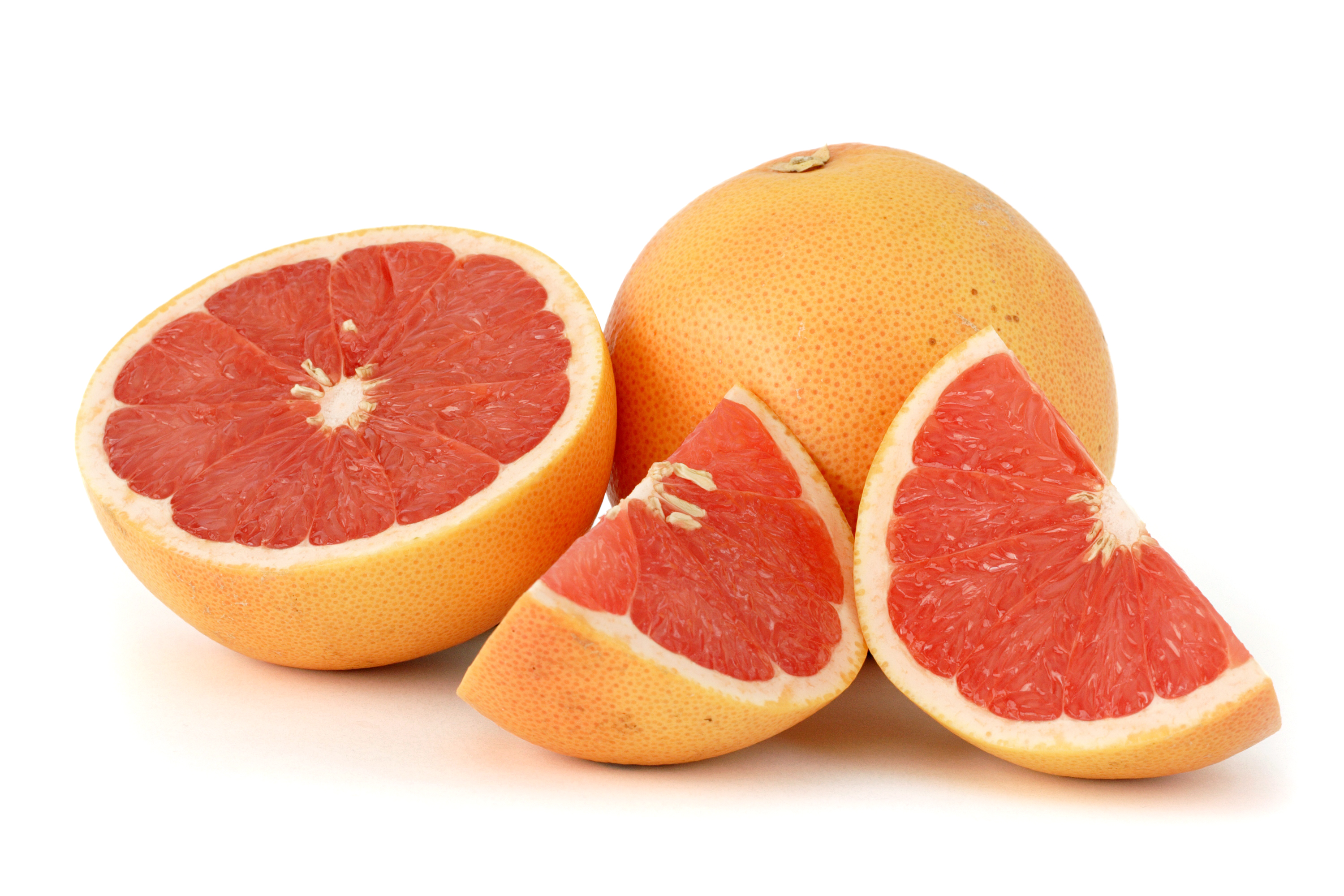
Сік грейпфрута може діяти як інгібітор ферментів.

Будь-яке вивчення фармакологічних взаємодій між певними лікарськими засобами повинно також охоплювати ймовірні взаємодії деяких лікарських рослин. Ефекти, спричинені лікарськими рослинами, слід розглядати так само, як і лікарські засоби, оскільки їх взаємодія з організмом призводить до фармакологічної відповіді. Інші препарати можуть модифікувати цю реакцію, також рослини можуть спричинити зміни в активності інших діючих речовин.
Наразі існує мало даних про взаємодію із лікарськими рослинами з наступних причин: 

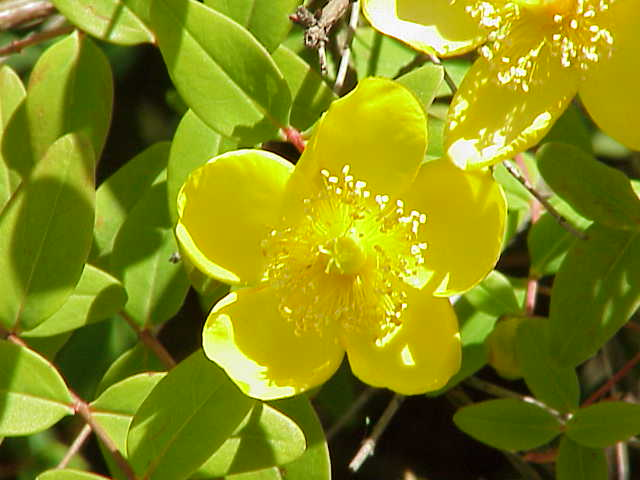
Звіробій може діяти як індуктор ферментів.

1. Помилкове відчуття безпеки щодо лікарських рослин. Взаємодія лікарської рослини та лікарського засобу зазвичай не помічається через віру в "безпеку" лікарських рослин.
2. Змінність складу, як якісного, так і кількісного. Склад лікарського засобу на рослинній основі часто дуже коливається через низку факторів, таких як сезонні відмінності в концентраціях, тип ґрунту, кліматичні зміни або існування різних сортів або хімічних домішок в межах одного виду рослин, які мають непостійний склад діючої речовини. Інколи взаємодія може бути пов’язана лише з одним діючим інгредієнтом, але він може бути відсутнім у деяких хімічних комбінаціях або може бути присутнім у низьких концентраціях, що не спричиняє взаємодії. Можуть траплятися навіть зустрічні взаємодії. Наприклад, сорт женьшеню Panax збільшує протромбіновий час, тоді як сорт Panax quinquefolius зменшує його.
3. Відсутність досвіду застосування лікарських рослин у групах ризику, таких як пацієнти стаціонарів; пацієнти, які приймають декілька препаратів одночасно. Вони, як правило, частіше мають взаємодію ліків.
4. Обмежене споживання лікарських рослин спричинило відсутність інтересу до цієї галузі.[14]

Зазвичай вони включаються до категорії їжі, оскільки їх зазвичай приймають як чай або харчову добавку. Однак лікарські рослини все частіше призначають у формах, що радше асоціюються із звичайними ліками: таблетками, капсулами тощо.

### Екскреційні взаємодії

#### Ниркова екскреція

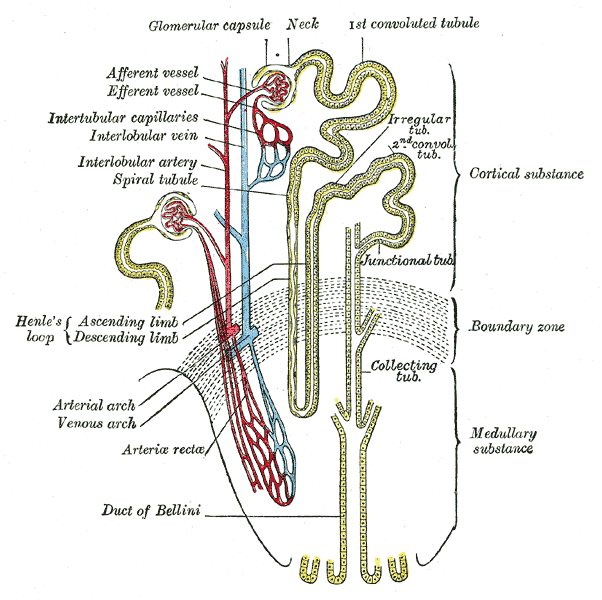
Нефрон нирки людини.

Через нирки виводиться тільки вільна фракція препарату, що розчиняється в плазмі крові. Тому препарати, які щільно зв'язуються з білками, недоступні для ниркової екскреції, доки вони не метаболізуються, і можуть бути виведені як метаболіти. Кліренс креатиніну використовується як показник функції нирок, але він корисний лише у випадках, коли препарат виводиться з сечею у незміненому вигляді. Екскреція ліків з нефрону характеризується тими ж фазами, що й для будь-якої іншої органічної розчиненої речовини: пасивна фільтрація, реабсорбція та активна секреція. На останній фазі секреція лікарських засобів є активним процесом, який залежить від насиченості транспортованою молекулою та конкуренції між субстратами за транспортер. Тому це ключові місце, де може відбуватися взаємодія між препаратами. Фільтрація залежить від низки факторів, включаючи рН сечі. Було показано, що препарати, що діють як слабкі основи, виводяться краще, оскільки рН сечі стає більш кислим. Для слабких кислот все навпаки. Цей механізм має велике значення при лікуванні інтоксикацій (коли роблять сечу більш кислою або більш лужною), і для розуміння взаємодії деяких лікарські засобів, рослинного походження тощо.

#### Екскреція жовчі
Жовчовиділення відрізняється від ниркової екскреції, оскільки завжди має місце витрата енергії на активний транспорт у епітелії жовчної протоки проти градієнта концентрації. Ця транспортна система також може бути перенасиченою, якщо плазмові концентрації препарату високі. Переважно виділення лікарських препаратів із жовчю відбувається коли їх молекулярна маса перевищує 300, і вони містять як полярні, так і ліпофільні групи. Глюкуронізація (поєднання з глюкуроновою кислотою) препарату в печінці також полегшує екскрецію з жовчю. Речовини з подібними фізико-хімічними властивостями можуть блокувати рецептор, що важливо при оцінці їх взаємодії. Препарат, який виводиться жовчними протоками, іноді може реабсорбуватися кишечником (по ентеропечінковому колу), що також може призвести до взаємодії з іншими препаратами.

## Взаємодії рослини-ліки
Рослинно-лікарські взаємодії - це взаємодії, які відбуваються між лікарськими засобами рослинного походження та синтетичними препаратами. Ці типи взаємодій можуть бути більш поширеними, ніж взаємодія синтетичних ліків, оскільки лікарські засоби рослинного походження часто містять кілька фармакологічно активних інгредієнтів, тоді як синтетичні лікарські засоби містять, як правило, лише один. Деякі з таких взаємодій є клінічно значущими  хоча більшість лікарських засобів рослинного походження не пов'язані з лікарськими взаємодіями, що спричиняють серйозні побічні ефекти. Більшість побічних ефектів взаємодій рослини-ліки мають середній ступінь тяжкості. Найчастіше з рослинними препаратами взаємодіють варфарин, інсулін, аспірин, дигоксин та тиклопідин, завдяки вузькому терапевтичному індексу. Рослинні препарати, що найчастіше беруть участь у таких взаємодіях, - це препарати, що містять звіробій, магній, кальцій, залізо або гінкго.

### Приклади
- Звіробій впливає на виведення численних препаратів, включаючи циклоспорин, селективні інгібітори зворотнього захоплення серотоніну, дигоксин, індінавір та фенпрокумон.[16] Він також може взаємодіяти з протираковими препаратами іринотеканом та іматинібом.[21]
- Сальвія може посилювати антикоагуляцію та кровотечу серед людей, які приймають варфарин.[17]
- Встановлено, що часник знижує концентрацію саквінавіру в плазмі крові і може спричинити гіпоглікемію при прийомі з хлорпропамідом.
- Гінкго білоба може викликати кровотечу при поєднанні з варфарином або аспірином.
- Повідомлялося, що одночасне вживання ефедри та кофеїну в рідкісних випадках призводить до летальних випадків.[22]

### Механізми
Механізми, що лежать в основі більшості взаємодій рослинних та синтетичних препаратів, до кінця не вивчені. Взаємодія між лікарськими засобами рослинного походження та протираковими препаратами зазвичай залучає ферменти системи цитохром P450. Наприклад, показано, що звіробій індукує CYP3A4 та P-глікопротеїни in vitro та in vivo.

## Основні фактори
Можливо використання позитивних взаємодій препаратів. Однак негативні взаємодії, як правило, викликають більший інтерес через їх патологічне значення, а також тому, що вони часто несподівані та можуть навіть не діагностуватися. Дослідження умов, що сприяють появі взаємодій, дає можливість запобігти їх появі або, принаймні, вчасно діагностувати. До факторів або умов, що зумовлюють появу взаємодій, належать:
- Старий вік: фактори, пов’язані з тим, як зміна фізіології людини з віком може впливати на взаємодію ліків. Наприклад, метаболізм печінки, функціонування нирок, нервова передача або функціонування кісткового мозку з віком зменшуються. Крім того, в літньому віці спостерігається зниження сенсорних функцій, що збільшує шанси помилок при прийомі ліків.[24]
- Поліпрагмазія: використання одним пацієнтом декількох препаратів  для лікування однієї або декількох недуг. Чим більше препаратів приймає пацієнт, тим більше шансів на те, що деякі з них будуть взаємодіяти.
- Генетичні фактори: гени кодують синтез ферментів, які метаболізують ліки. У деяких рас є генотипічні варіації, які можуть знизити або збільшити активність цих ферментів. Наслідком цього в деяких випадках буде більша схильність до взаємодій ліків, а отже, більша схильність до виникнення несприятливих наслідків. Це спостерігається у варіаціях генотипів ізоферментів цитохрому Р450.
- Печінкові або ниркові захворювання: концентрація препаратів у крові, які метаболізуються в печінці та/або виводяться нирками, може бути змінена, якщо жоден із цих органів не працює належним чином. У цьому випадку зазвичай спостерігається підвищення концентрації препарату в крові.
- Серйозні захворювання, які можуть погіршитися при зменшенні дози препарату.
- Фактори, що залежать від ліків:[25]
  - вузький терапевтичний індекс: там, де різниця між ефективною дозою та токсичною дозою невелика [n. 1], наприклад: дигоксин
  - крута крива доза-ефект: невеликі зміни дози препарату призводять до великих змін його плазматичної концентрації
  - перевантажений печінковий метаболізм: крім ефектів дози, сильно знижується здатність до метаболізму препарату

## Епідеміологія
Серед дорослих у США старше 55 років 4 % приймають медикаменти та/або добавки, що наражають на ризик великої взаємодії препратів. З часом імовірність появи взаємодії ліків зростає . Цікаво, що частіше вона зустрічається у людей з низьким рівнем освіти, навіть після врахування різниці за віком, статтю, місцем проживання та наявністю супутніх захворювань.

## Дивитися також
- Депрескрайбінг
- Цитохром Р450
- Класифікація фармакотерапевтичних рекомендацій
- Взаємодію ліків можна безкоштовно перевірити в режимі он-лайн за допомогою довідників (зауважте, що не всі довідники дають однакові результати, і лише експерт по лікам, наприклад фармацевт, повинен тлумачити результати або надавати поради щодо взаємодій ліків) 
  - Взаємодії ліків від Medscape  [Архівовано 29 січня 2017 у Wayback Machine.]
  - Взаємодії ліків від Drugs.com  [Архівовано 23 лютого 2011 у Wayback Machine.]